# Fredegund

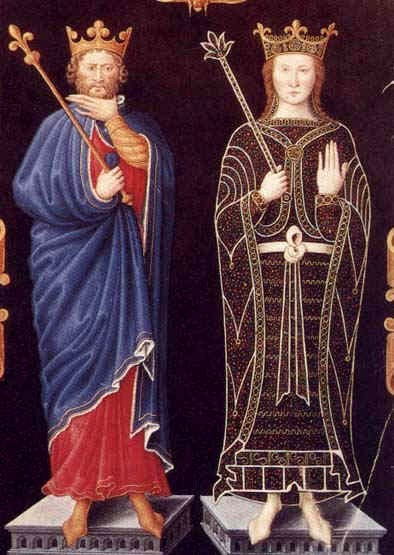
Chilperic I och Fredegund.

Fredegund eller Fredegond, död 8 december 597, var en drottning av Soissons, gift med den frankiske Merovingerkungen i Soissons, Chilperik I.  Hon var regent under sin son Chlothar II:s minderårighet från 584 till 597. 
Fredegund har traditionellt beskrivits som en kallblodig mördare, och påståtts ha varit så sadistiskt grym att få kunnat mäta sig med henne. Detta rykte beror främst på Gregorius av Tours, vars krönika har varit den huvudsakliga källan till information om henne.

## Biografi
Fredegund var ursprungligen tjänare till kung Chilperiks första hustru Audovera, och blev sedan hans älskarinna. Hon gifte sig med honom sedan kungen år 568 hade mördat sin hustru och drottning Galswintha. Detta mord innebar upptakten till en 40-årig fejd med Galswinthas syster Brunhilda, Austrasiens drottning. 
Fredegund sägs ha anstiftat mordet på Sigibert I, kung i Austrasien, 575 och försökt mörda Gunthchramn, kung i Burgund, Sigibert I:s son Childebert II och Brunhilda. 
Efter det mystiska mordet på Chilperik I 584 övertog Fredegund hans förmögenhet och blev regent för deras omyndige son under hans minderårighet. Hon tog sin tillflykt till katedralen i Paris. Både hon och hennes överlevande son Chlothar II stod under Gunthchramns beskydd fram till hans död 592. 

## Eftermäle
Fredegund har en krater på Venus uppkallad efter sig.